# Brand
Brand é uma peça teatral em cinco atos escrita pelo dramaturgo norueguês Henrik Ibsen em 1865, e publicada em 15 de março de 1866. A peça foi encenada pela primeira vez, na sua totalidade, em 24 de março de 1885, no Nya Teatern, em Estocolmo. Com a peça Brand, Ibsen alcançou o reconhecimento, na Escandinávia e no mundo.

## Sumário
Brand é um padre que julga a consequência de suas escolhas, e é, portanto, profundamente obrigado a fazer a "coisa certa". Ele acredita principalmente na vontade do homem, e vive pela lei do "tudo ou nada". Torna-se difícil, para ele, assumir compromissos, por seus padrões morais. Sua imagem de Deus é claramente derivada do Antigo Testamento, e suas crenças o tornam solitário, pois as pessoas ao seu redor, quando postas à prova, não conseguem seguir seu exemplo. Brand é um jovem idealista com um objetivo principal: salvar o mundo ou, pelo menos, a alma do homem. Suas visões são grandes, mas seu julgamento dos outros pode soar duro e injusto.

## Personagens
| - Brand - Sua mãe - Einar - Agnes - Prefeito - O doutor - Reitor - Sacristão - Mestre-escola - Gerd - Primeiro camponês | - Seu filho - Segundo camponês - Primeira mulher - Segunda mulher - Caixeiro - Sacerdotes - Homens, mulheres e crianças - O tentador no deserto - Coro invisível - Uma voz |

## Enredo

### Primeiro ato

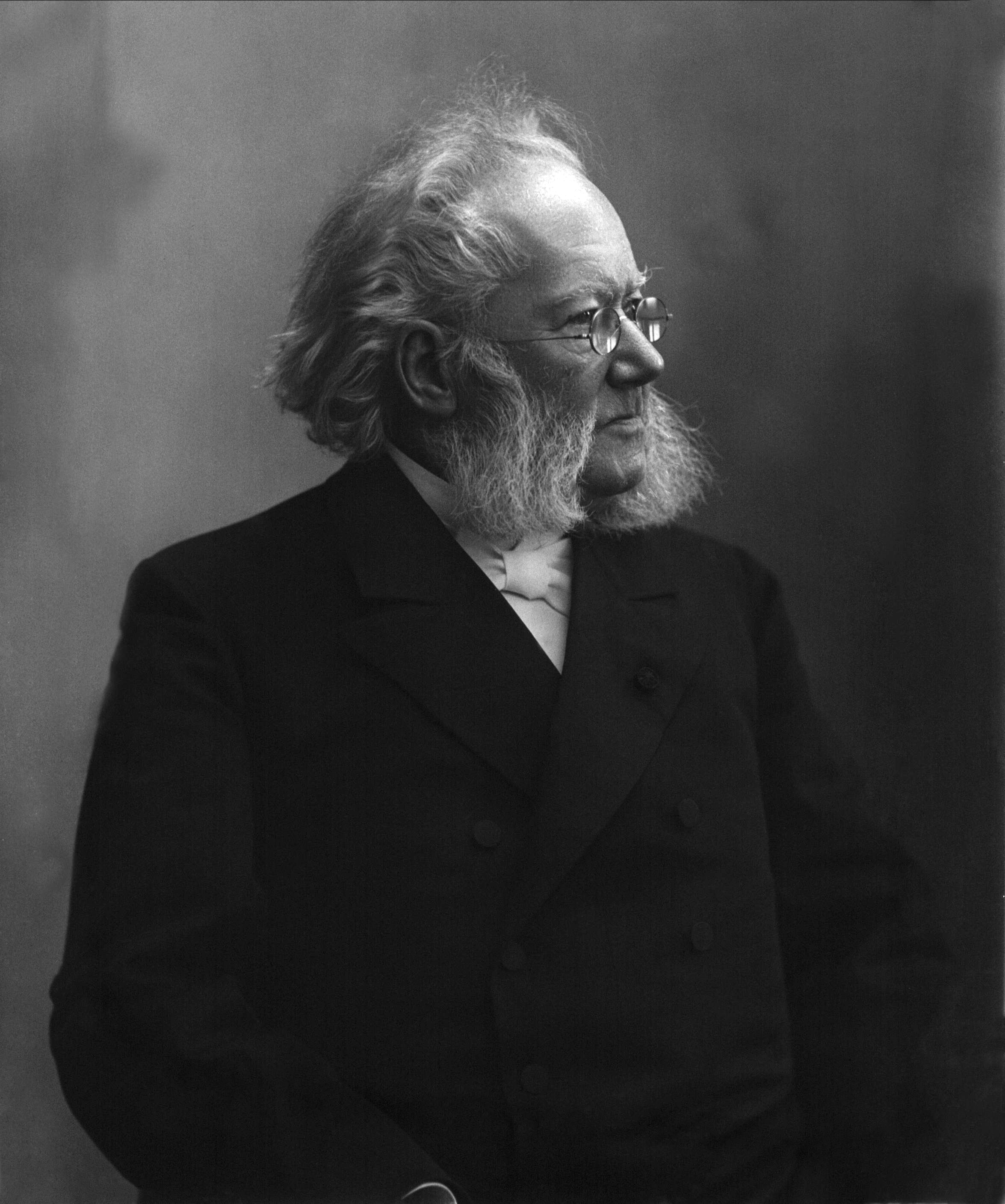
Henrik Ibsen fotografado por Gustav Borgen.

No início da peça, encontramos Brand nas montanhas, enfrentando três diferentes tipos de pessoas: um inseguro fazendeiro, que não se atreve a enfrentar uma geleira em nome de sua filha, que está morrendo; a pequena mendiga louca Gerd, que afirma conhecer uma igreja maior nas colinas, e caça um grande falcão, e, finalmente, Einar, um jovem e pacato pintor e sua noiva, Agnes. Einar e Brand estavam na escola juntos, e sua conversa acaba em uma longa discussão sobre a visualização de Deus. Brand critica Einar por retratar Deus como um homem velho, que "vê através de seus dedos", e quer imaginar Deus como um jovem, salvador heróico. Ele acredita que as pessoas tornaram-se muito relaxadas sobre seus pecados e faltas, por causa do dogma que Cristo, através de seu sacrifício, limpou a humanidade definitivamente.
No final, Brand empreende uma luta, principalmente em sua própria alma, com as três "mentes" que ele acabou de conhecer: a mente preguiçosa (o agricultor), a mente selvagem (Gerd), e a mente pacata (Einar). Ele pondera sobre a finalidade do homem, e a diferença entre o que é e o que deveria ser. Aqui, encontramos a famosa frase: O que você é, seja integralmente, não em partes e pedaços.

### Segundo ato
Brand entra no vale em que nasceu, e lá encontra grande fome e necessidade. O prefeito local distribui pão para os famintos em rações estritas, e Brand o questiona. Enquanto isso, uma mãe vem do outro lado do fiorde, implorando por seu marido, que precisa de absolvição, pois, na extrema necessidade, matou um de seus filhos ao invés de vê-lo morrer de fome. Ninguém ousa se aventurar no alto mar, para ajudá-la, mas Brand vai em um barco e, para sua surpresa, Agnes o segue. Juntos, eles navegam até o local, e o homem tem a sua absolvição. Brand questiona sobre os filhos restantes, e sobre o que esta experiência poderia fazer para eles, quando um casal de agricultores aparece e pede que ele fique com eles como seu sacerdote. Brand está relutante em fazer isso, mas eles usam suas próprias palavras contra ele.
Agnes, sentada na praia, olha para si mesma, e conta a história de um "mundo interior nascendo", em um dos melhores solilóquios conhecidos de Ibsen. Ela renuncia ao seu noivado com Einar e segue Brand. No final do segundo ato, encontramos a mãe de Brand, e sabemos que ele cresceu sob a geleira, em um lugar sombrio e sem sol. A mãe roubou seu pai, quando ele estava em seu leito de morte, e, como conseqüência, Brand não quer o dinheiro dela, mas ela insiste para que o leve.

### Terceiro ato
Alguns anos mais tarde, Brand e Agnes convivem com seu filho, Ulf, que está gravemente doente por causa do clima. O médico local incita-o a sair, em ira embora por causa de seu filho, mas ele hesita. Enquanto isso, sua mãe está morrendo, e Brand a pressiona, com que ela não vai conseguir um padre a menos que dê todo o seu dinheiro para a caridade. Ela se recusa a fazê-lo, e assim Brand se recusa a ir até ela.
Sobre a questão da saúde de seu filho, o médico aponta que a exigência de sair é o correto de ser "humano", enquanto que a resposta de Brand é: "Deus foi humano para com seu filho?". Ele afirma que, pelos padrões modernos, o sacrifício de Cristo teria se resumido a uma "carta diplomática celestial", e nada mais. Ele claramente acredita que há uma diferença entre ser um "humano", e ser um "humanista". No final, ele quase cede, mas os agricultores vêm a ele e suplicam para ficar. Gerd então aparece, e afirma que as forças do mal prevalecerão se ele sair; a gota d'água é quando ela ressalta que o filho é seu "deus falso". Então ele fica, sabendo que isso irá tirar a vida de seu filho. Fica claro, porém, que ele quer que Agnes escolha por ele, e ela responde: "Segue o caminho que o seu Deus designou para você".

### Quarto ato
Após a morte de seu filho, Brand planeja construir uma igreja maior na paróquia, pois a antiga é muito pequena para suas visões. Ele endureceu um pouco, e se recusa a lamentar a morte do filho; Agnes se conforta com as roupas de seu filho morto.
O prefeito local é adversário dele, e diz que tem crescente apoio na paróquia e conta de seus planos para a instalação de uma prisão de trabalho-forçado. Ele também lhe conta como sua mãe foi forçada a romper com seu verdadeiro amor e se casar com um velho avarento. O rapaz rejeitado se tornou pai de Gerd, enquanto Brand é o resultado de um caso sem amor.
Durante o ato, uma mendiga chega, pedindo roupas para seu filho com frio (é véspera de Natal). Brand em seguida, coloca Agnes à prova, e, gradualmente, todas as roupas de criança morta são dadas para a mendiga. Como resultado, Agnes renuncia à sua vida, e exclama: "Eu sou livre". Brand aceita com esforço, e Agnes morre.

### Quinto ato

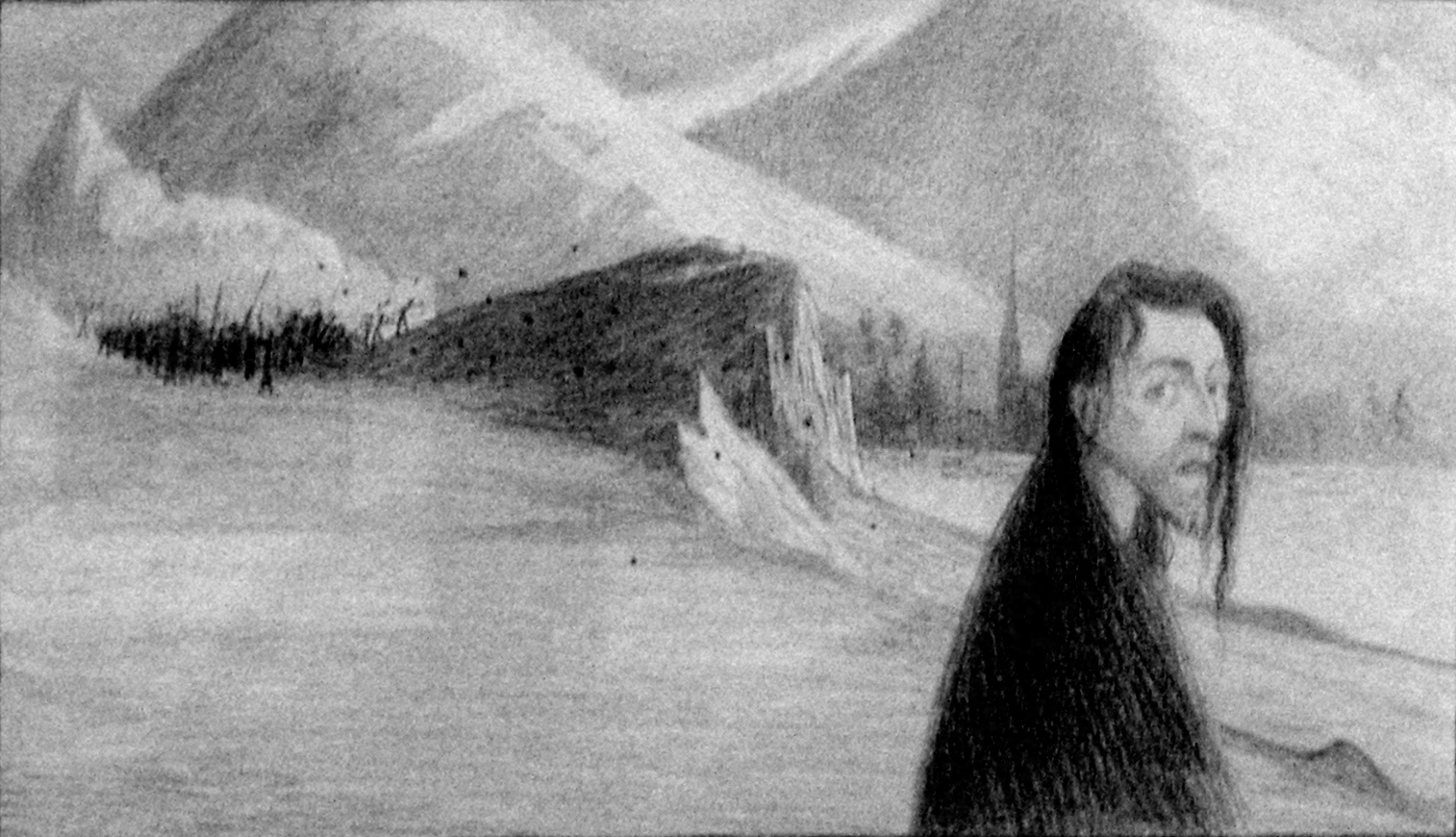
Litogravura representando Brand, de Maurice Dumont (1869-1899), atualmente na National Gallery of Canada, em Ottawa

Brand começa a construção de sua nova igreja (na década de 1860, muitas antigas igrejas norueguesas foram substituídos por outros mais novos e maiores). Ele percebe que sua nova igreja é ainda muito pequena, e se rebela contra as autoridades, o reitor local e o prefeito. O reitor discursa sobre levar as pessoas para o céu "pela paróquia", e denuncia o pensamento individual. O discurso do reitor reflete uma visão das massas "marchando com passos iguais" para a salvação, e sublinhando que igualitarismo é mais importante para a igreja do que a liberdade política.
Este discurso tem sido interpretado como detentor de um tom fascista. Na verdade, o reitor menciona que o ideal de um líder religioso é "militar", que deve manter as massas na linha. Proferida na Noruega, a palavra "fører-ideal" em norueguês (e alemão) facilmente poderia ser interpretada como um prenúncio de Hitler (fører = führer). As respostas de Brand são na sua maioria sarcásticas. O reitor termina seu discurso mencionando o "apagamento de Deus na alma do homem", algo que ele parece aprovar. Brand, é claro, quer o contrário: a liberdade individual e uma visão clara de Deus na alma do homem.
Einar retorna como um sombrio missionário logo após o discurso amigável do reitor. Ele tem trabalhado sob uma visão da vida que faz tremer Brand. Enquanto Brand lamenta a perda de sua esposa, Einar, no final, pensa que sua morte foi justa, porque ele considera-a como um sedutor feminino.
No final, Brand protesta sobre a pesada situação imposta a ele pelos mais velhos, joga a chave da igreja no rio e vai para a montanha com a paróquia inteira a segui-lo. Ele faz um grande discurso, e exorta o povo a "elevar a sua fé", para fazer seu cristianismo levantar com toda a sua existência, e fazer uma "Igreja sem limites", que se destine a abranger todos os lados da vida. No final, ele afirma que todos eles serão sacerdotes na tarefa de aliviar as pessoas no país a partir de escravidão mental. Perante isso, há o protesto do clero local, porque eles já não têm qualquer influência sobre o seu rebanho.
Ele é amado e respeitado pelo povo, mas o teste final é muito difícil. Elas são atraídas para baixo outra vez pelo prefeito, que finge notícias de uma grande oportunidade econômica (uma grande quantidade de peixes no mar). As mesmas pessoas que o seguiam, então passam a persegui-lo com pedras em suas mãos. Brand é, então, deixado sozinho, lutando com a dúvida, o remorso e a tentação, "o espírito de compromisso". Ele não se rende ao “espírito”, mesmo quando o espírito afirma ser Agnes. O espírito diz que "a queda do homem" fechou para sempre as portas do Paraíso, mas Brand afirma que o caminho da saudade ainda está aberto. Então o espírito foge e diz: "Morra! O mundo não precisa de você". Brand encontra Gerd novamente, que pensa estar vendo nele o salvador, e Brand nega. No final da peça, Gerd o leva à geleira, sua igreja pessoal, e Brand recua quando entende onde está, a "Catedral de Gelo". Ele cai em prantos. Gerd, uma caçadora desde o início da peça, dispara um tiro num gavião, e solta uma avalanche grande, que no final enterra todo o vale.
Em suas últimas palavras, morrendo no final da peça, Brand grita a Deus, perguntando: "Não consideras a salvação da vontade do homem?" As palavras finais são de uma voz desconhecida: "Ele é o deus do amor". O significado dessas palavras tem sido muito debatido. Uma interpretação é que Brand deixou o amor fora da sua conta (uma declaração popular). Outra poderia ser que, sendo o deus do amor, Deus não se esquece de Brand depois de tudo.

## Histórico
A primeira versão de Brand foi na forma de um poema épico, e o personagem principal não se chamava Brand, mas Koll. Ibsen trabalhou neste poema até o verão de 1865, mas não estava satisfeito, e assim colocou o assunto de lado. Posteriormente, a sátira política foi atenuada através dos motivos religiosos.
A peça foi escrita em menos de três meses, tendo sido concluída em outubro de 1865 e entregue ao editor Frederik Hegel, em Copenhague, no mês de novembro de 1865.

## Publicação
A primeira edição de Brand saiu em 15 de março de 1866, em Copenhague, e foi a primeira das peças de Ibsen a ser publicada por Frederik Hegel, da Gyldendalske Boghandel. A primeira edição consistiu em 1.275 exemplares, e até o final daquele ano o livro foi reimpresso três vezes, e sua publicação produziu um impacto na vida intelectual da Dinamarca e da Noruega, culminando com o reconhecimento de Ibsen, daquela data em diante, como um dos maiores escritores da Escandinávia.

## Estreia
Como aconteceu depois com Peer Gynt, Brand não fora escrito para o palco. Apenas o quarto ato da peça foi realizado, inicialmente, como parte do Aftenunderholdning, de Laura Gundersen, no Studentersamfundets Theater (Teatro União de Estudantes), em Christiania, em 14 de maio de 1867, um ano após a publicação do livro. Laura Gundersen fez o papel de Agnes, enquanto Brand foi interpretado por seu marido, Sigvard Gundersen. Em 26 de junho de 1867 a mesma produção foi incluída no repertório do Christiania Theatre.
A peça foi encenada pela primeira vez na sua totalidade apenas em 24 de março de 1885, no Nya Teatern, em Estocolmo. Ludvig Josephson dirigiu a produção, e a estreia durou seis horas e meia. Brand foi interpretado por Emil Hillberg, o ator mais importante da Suécia, na época. A encenação foi bem recebida pelo público e pela crítica, e realizado mais 15 vezes antes do final do ano. No jornal Tiden, de Estocolmo, Hjalmar Branting escreveu: "O resultado foi um triunfo completo para o energético diretor Nya Teatern e por seus exelentes atores".
A primeira produção completa na Noruega aconteceu em 21 de outubro de 1895, no Eldorado Theater, mas novamente foi encenado por uma empresa sueca, a August Lindberg Company, e Lindberg dirigiu e interpretou Brand ele mesmo.

## Considerações críticas
Para Otto Maria Carpeaux, em Brand, Ibsen impôs aos noruegueses “a ‘exigência ideal’: a exigência da verdade absoluta, sem compromissos”, e retratou a terrível “luta de Brand contra todos os poderes da Igreja e do Estado, contra os próprios paroquianos; todos eles confessam apenas o cristianismo das palavras, sem capacidade de viver o cristianismo integral”. Carpeaux observa a semelhança com Kierkegaard, que poucos anos antes lutara contra a igreja oficial e morrera tragicamente, impressionando toda a região.
Muitos consideram o caráter de Brand como baseado no filósofo Søren Kierkegaard. Kierkegaard deu um lugar essencial na sua filosofia para a oposição entre fé e razão, a importância de fazer escolhas decisivas e sofrimento em nome de Deus, e cuja vida terminou durante um ataque oficial que ele empreendeu contra a igreja de seu país (ele acreditava que a mensagem cristã original fora pervertida, tornando-se uma religião vazia).